# Simmondsius pakistanensis
Simmondsius pakistanensis is een keversoort uit de familie lieveheersbeestjes (Coccinellidae). De wetenschappelijke naam van de soort is voor het eerst geldig gepubliceerd in 1966 door Ahmad & Ghani.